# Het laatste dwaallicht
Het laatste dwaallicht is het honderdachtste stripverhaal uit de reeks van Suske en Wiske. Het is het vierde verhaal dat in eerste instantie was verschenen als poppenfilm. De afleveringen hiervan werden op de Nederlandse televisie uitgezonden van 14 april 1976 tot en met 23 juni 1976. Hierna bewerkte Paul Geerts het tot een stripverhaal. De eerste albumuitgave in de Vierkleurenreeks was in maart 1979, met nummer 172.

## Locaties
- verlaten molen, ondergrondse grot van Oberon

## Personages
- Suske, Wiske, tante Sidonia, Lambik, Jerom, professor Barabas, Pyronella (dwaallicht), Krimson, agent

## Uitvindingen
- de terranef, de ondergrondse eenmanscapsule, zender, straalkanon

## Het verhaal
Suske, Wiske en Lambik maken een wandeling door de natuur, maar tegen de avond breekt noodweer uit en ze schuilen in een verlaten molen. Wiske ziet een lichtje maar Lambik en Suske geloven haar niet, ’s nachts gaat Suske toch mee op onderzoek en ze ontmoeten een verdwaald dwaallicht. Het dwaallicht vertelt dat er vroeger veel dwaallichten in de streek woonden, ze loodsden verdwaalde reizigers door de moerassen en woonden in boomstammen. Door een aardverschuiving zonken zijn soortgenoten in een grot diep onder de grond, bij de dode eik achter het moeras. De schat van Oberon, koning van elfjes en kabouters, ligt ook in de grot opgeslagen. Dan wordt het kaarsje van het dwaallicht uitgeblazen en de wind neemt hem mee, de lantaarn valt nog op de grond en de kinderen gaan Lambik wakker maken. Suske en Wiske laten de lantaarn zien en ze besluiten professor Barabas om hulp te vragen, tante Sidonia is bezig met liefdadigheidswerk en kan de schat van Oberon daarvoor goed gebruiken. Jerom werkt voor een wegenbouwonderneming omdat de bulldozer daar stuk is, hij moet bergen en rotsen uit de weg ruimen. Professor Barabas merkt dat een kist is verdwenen uit zijn laboratorium, maar dan komen Suske, Wiske en Lambik aan en professor Barabas brengt zijn vrienden naar de terranef. De vrienden krijgen speciale pakken en helmen en vertrekken met de terranef. Wiske vindt een kist in de terranef maar kan hem niet openen, Lambik en Suske zijn alleen geïnteresseerd in eten en negeren haar verhalen over de kist. Het dwaallicht komt uit de kist en sluit de zuurstof in de terranef af, nadat hij een zuurstofmasker heeft opgedaan. Wiske en Lambik vallen flauw door zuurstofgebrek, Suske vindt een zuurstofmasker en draait de zuurstofkraan weer open. Als het dwaallicht Suske wil pakken, kan Suske hem verslaan met een judogreep. Lambik en Wiske komen weer bij en ze zien dat Krimson zich heeft vermomd als het dwaallicht. De vrienden ondervragen Krimson en horen dat hij uit de gevangenis is ontsnapt en een oud boek las over de schat van Oberon, hij volgde de vrienden op hun wandeling en vermomde zich als dwaallicht. Krimson biecht op dat er geen dwaallichtjes bestaan, hij wilde alleen dat de vrienden de terranef zouden gebruiken om naar de schat te gaan.
Krimson sluit de vrienden op in het ruim en gaat met de terranef naar de grot en merkt dat er lichtgevende microben op de wanden groeien, waardoor hij kan zien. Ook is er frisse lucht in de onderaardse grot en Krimson zoekt het gangenstelsel af en hij vindt overblijfselen van kabouters en tekeningen van een begrafenis op de wand. Suske, Wiske en Lambik worden uit de terranef bevrijd door het laatste dwaallichtje Pyronella. Pyronella vertelt dat ze een meisje hebben gered dat door een boze tovenaar het moeras was ingelokt, als beloning kregen ze de schat van Oberon. Na de dood van Oberon werden de dwaallichtjes naar de grot verbannen door de boze tovenaar en de zusjes van Pyronella doofden een voor een. Als een meisje één nacht doorbrengt op de troon van Oberon als koningin van de dwaallichtjes zullen ze herleven. Wiske meldt zich hiervoor aan als vrijwilligster. Krimson wordt opgesloten en de vrienden gaan naar de troon. Wiske krijgt de mantel van Oberon en neemt plaats op de troon, om de dwaallichtjes te redden mag ze niet van de troon komen. Het lichtje van Pyronella dooft en ze kan nog net waarschuwen voor de torren. Er verschijnen enorme torren en Lambik en Suske blokkeren de tunnel met rotsblokken zodat de torren niet in de kamer met de troon kunnen komen. Wiske verveelt zich en Lambik probeert haar te vermaken zodat ze niet van de troon zal komen, de torren breken door de rotsblokken en Lambik probeert hen tegen te houden terwijl Suske professor Barabas waarschuwt met een zender. Professor Barabas slaapt en wordt pas wakker als tante Sidonia met een agent bij zijn huis aankomt, ze horen de oproep van Suske en de professor vertelt dat er een straalkanon in de terranef ligt. Suske verslaat de torren met het straalkanon, maar dan raakt Lambik het plafond met een straal en dit dreigt dan in te storten. De vrienden waarschuwen professor Barabas en Jerom gaat met een ondergrondse eenmanscapsule op weg, de motor van deze nieuwe uitvinding is nog niet klaar en Jerom slaat het toestel de aardkorst door met zijn tijdslag. Jerom komt op tijd om het plafond te herstellen en de zon komt op en Wiske kan eindelijk van de troon komen. Jerom gaat terug naar boven en neemt Krimson mee, Pyronella komt weer bij en haar lichtje begint weer te stralen. De dwaallichtjes beginnen allemaal weer licht te geven en zullen door de aardkorst naar boven stijgen om weer reizigers door het moeras leiden. De vrienden krijgen de schat van Oberon mee en schenken dit voor de bouw van een nieuw tehuis voor gehandicapten. Lambik blijkt nog stiekem een foto van zichzelf genomen te hebben in de grot, met de mantel, kroon en scepter van Oberon en zittend op de troon.

## Achtergronden bij het verhaal
- Wiske moet een nacht lang op de troon in de grot doorbrengen alvorens de schat in ontvangst genomen mag worden. Op blz. 48 (strook 181) roept ze uit het niets dat het zonsopgang is en dat de taak volbracht is. Echter pas op blz. 54 meldt Sidonia dat het pas dan zonsopgang is.

## Poppenserie
- Het verhaal is aangepast voor het stripalbum, eerder was Het laatste dwaallicht een aflevering uit de poppenserie van Suske en Wiske.
- In de poppenfilm kwam als personage een reuzenkabouter voor, in het stripverhaal is dit personage weggelaten
- De andere verhalen uit de poppenserie zijn:
  - De gouden locomotief
  - De minilotten van Kokonera
  - De windbrekers
  - De regenboogprinses
  - De zingende kaars
- In tegenstelling tot de voorgaande afleveringen De minilotten, De gouden locomotief en De zingende kaars werden in 1976 de episodes van Het laatste dwaalicht op Nederlandse televisie niet in de avond, maar in de middag uitgezonden. De afleveringen 1 t/m 3 op de woensdagmiddag rond 5 uur en aflevering 4 op de zaterdagmiddag om half 4. Ook was de zender gewijzigd van Nederland 2 naar Nederland 1.[2]